# Live on Two Legs
Albums de Pearl Jam
Yield
(1998) Binaural
(2000)
Live On Two Legs est un album rock live de Pearl Jam sorti en 1998.

## Historique
Son titre est probablement un clin d'œil au titre "Death on two legs" de Queen qui ouvre l'album "A night at the opera".[réf. nécessaire]
Fucking' Up est un titre de Neil Young paru sur l'album Ragged Glory sorti en 1990.

## Titres
1. Corduroy (Dave Abbruzzese, Jeff Ament, Stone Gossard, Mike McCready, Eddie Vedder) - 5:05
  - 29/6/98, United Center, Chicago, Illinois
2. Given to Fly (McCready, Vedder) – 3:53
  - 18/8/98, Breslin Student Events Center, East Lansing, Michigan
3. Hail, Hail (Gossard, Vedder, Ament, McCready) – 3:43
  - 16/7/98, ARCO Arena, Sacramento, Californie
4. Daughter/Rockin' in the Free World/"W.M.A." (Abbruzzese, Ament, Gossard, McCready, Vedder / Neil Young) – 6:47
  - 19/9/98, DAR Constitution Hall, Washington, D.C.
5. Elderly Woman Behind the Counter in a Small Town (Abbruzzese, Ament, Gossard, McCready, Vedder) – 3:49
  - 23/9/98, Cruzan Amphitheatre, West Palm Beach, Floride
6. Untitled (Vedder) – 2:02
  - 18/9/98, Merriweather Post Pavilion, Columbia, Maryland
7. MFC (Vedder) – 2:28
  - 27/6/98, Alpine Valley Music Theatre, East Troy, Wisconsin
8. Go (Abbruzzese, Ament, Gossard, McCready, Vedder) – 2:41
  - 8/9/98, Izod Center, Continental Airlines Arena, East Rutherford, New Jersey
9. Red Mosquito (Ament, Gossard, Jack Irons, McCready, Vedder) – 4:02
  - 29/8/98, Susquehanna Bank Center, Blockbuster Music Entertainment Centre, Camden, New Jersey
10. Even Flow (Gossard, Vedder) – 5:17
  - Mixé à partir du concert du 25/8/98, Post-Gazette Pavilion, Star Lake Amphitheatre, Pittsburgh, Pennsylvania et 31/8/98, The Time Warner Cable Music Pavilion, Hardee's Walnut Creek Amphitheatre, Raleigh, Caroline du Nord
11. Off He Goes (Vedder) – 5:42
  - 14/7/98, The Forum, Inglewood, Californie,
12. Nothingman (Vedder, Ament) – 4:38
  - 3/7/98, Sandstone Amphitheater, Bonner Springs, Kansas
13. Do the Evolution (Gossard, Vedder) – 3:45
  - 13/7/98, The Forum, Inglewood, Californie
14. Better Man (Vedder) – 4:06
  - 24/6/98, Rushmore Plaza Civic Center Arena, Rapid City, Dakota du Sud
15. Black (Vedder, Gossard) – 6:55
  - 7/9/98, Verizon Wireless Virginia Beach Amphitheater, Virginie
16. Fuckin' Up (Young) – 6:17
  - 15/9/98, Comcast Center amphitheatre, Great Woods, Mansfield, Massachusetts

## Musiciens
Pearl Jam
- Jeff Ament – guitare basse
- Eddie Vedder – guitare, chant
- Matt Cameron – batterie
- Stone Gossard - guitares, chant
- Mike McCready – guitares